# Haplophyllum myrtifolium
Haplophyllum myrtifolium är en vinruteväxtart som beskrevs av Pierre Edmond Boissier. Haplophyllum myrtifolium ingår i släktet Haplophyllum och familjen vinruteväxter. Inga underarter finns listade i Catalogue of Life.